# ブルー・スカイ・レコード
ブルー・スカイ・レコード (Blue Sky Records) は、コロムビア・レコードのためにスティーヴ・ポールが創設したレコードレーベルで、スティーヴ・ポールがマネジメント契約をしていたミュージシャンたち、特に、ジョニー・ウィンター、エドガー・ウィンター、リック・デリンジャー、ダン・ハートマン、デヴィッド・ヨハンセン、マディ・ウォーターズなどを取り上げていた。

## 歴史
ブルー・スカイ・レコードは、1971年に設立され、1973年にスティーヴ・ポールによってレコード製作が始められた。宣伝・配給をコロムビア・レコードに委ねていた、この特化したレーベルで、副社長を務めていたのは、もともとエピック・レコードで働いていたリック・ドビス (Rick Dobbis) であった。ドビスは後に、ソニー・ミュージック・インターナショナルやポリグラム・グループ傘下の数社の社長、また、RCAレコードの執行副社長、アリスタ・レコードの上級副社長などを歴任した。
ジョニー・ウィンターによる音楽プロデューサーとしての活動を通して、このレーベルはマディ・ウォーターズがリバイバルするきっかけともなった。1983年に、ウォーターズがレーベルを去ると、レーベルはほとんど活動を停止してしまい、コロムビアに吸収される形で畳まれた。

## おもなリリース作品
- 1973年：リック・デリンジャー - オール・アメリカン・ボーイ (All American Boy)
- 1975年：リック・デリンジャー - スプリング・フィーバー (Spring Fever)
- 1975年：エドガー・ウィンター - 謎の発光物体 (The Edgar Winter Group With Rick Derringer)
- 1976年：ジョニー・ウィンター - 狂乱のライヴ (Captured Live!)
- 1976年：ダン・ハートマン - Who Is Dan Hartman? (Promo release)
- 1976年：ジョニー・ウィンター & エドガー・ウィンター - トゥゲザー ウィンター・ファミリー・ライブ (Together: Edgar Winter and Johnny Winter Live)
- 1976年：ダン・ハートマン - 衝撃のイメージ (Images)
- 1977年：マディ・ウォーターズ - ハード・アゲイン (Hard Again)
- 1977年：エドガー・ウィンター - リサイクルド (Edgar Winter's White Trash - Recycled)
- 1977年：ジョニー・ウィンター - ナッシン・バット・ザ・ブルース (Nothin' But the Blues)
- 1978年：マディ・ウォーターズ - アイム・レディ (I'm Ready)
- 1978年：ジョニー・ウィンター - ホワイト、ホット&ブルー (White, Hot and Blue)
- 1978年：ダン・ハートマン - インスタント・リプレイ (Instant Replay)
- 1978年：デヴィッド・ヨハンセン（日本盤発表当時の表記は「デイヴィッド・ジョハンセン」） - ニューヨーク・ロックン・ローラー (David Johansen)
- 1979年：マディ・ウォーターズ - マディ“ミシシッピ”ウォーターズ・ライヴ (Muddy "Mississippi" Waters - Live
- 1979年：ダン・ハートマン - リライト・マイ・ファイア (Relight My Fire)
- 1979年：デヴィッド・ヨハンセン - イン・スタイル (David Johansen] album)|In Style)
- 1979年：エドガー・ウィンター - エドガー・ウィンター・アルバム (The Edgar Winter Album)
- 1980年：ジョニー・ウィンター - レイジン・ケイン (Raisin' Cain)
- 1981年：マディ・ウォーターズ - キング・ビー (King Bee)
- 1981年：ダン・ハートマン - It Hurts to Be In Love
- 1981年：デヴィッド・ヨハンセン - ニューヨーク・コネクション (Here Comes The Night)
- 1982年：デヴィッド・ヨハンセン - ヨハンセン・ライヴ! (Live It Up)